# Centro histórico de Quito
O centro histórico de Quito encontra-se no centro sul da cidade de Quito, no Equador, em uma área de 3,75 km², e é considerado o conjunto histórico mais bem conservado e um dos mais importantes de América Latina. Tem cerca de 130 edifícios monumentais (que abrigam uma grande diversidade de pinturas e esculturas, principalmente de natureza religiosa, inspirada em uma variedade multifacetada de escolas e estilos) e cinco mil propriedades registradas no inventário municipal de bens patrimoniais.
Foi declarado pela Unesco, juntamente com Cracóvia (Polônia), como o primeiro Patrimônio Cultural da Humanidade, em 8 de setembro de 1978. O texto afirma: "Quito forma uma harmoniosa assembleia sui generis onde as ações do homem e da natureza se uniram para criar um trabalho único e transcendental em sua categoria".

## História
O centro histórico de Quito é, há quatro séculos, o espaço de maior importância simbólica da nação equatoriana. Aqui o espanhol Sebastián de Belalcázar fundou a cidade de San Francisco de Quito, em 1534. Percebendo o rápido crescimento, os conquistadores converteram este ponto em Bispado (1545) e em Real Audiencia (1575). Desta época datam conventos como o de Concepción, San Agustín, San Francisco, La Merced e Santo Domingo que se conservam até hoje, junto a outras cem construções monumentais.
Esta, a sede da Audiência Real de Quito, tornou-se [1830] na capital da República do Equador. A partir de então, esta população construída em estilo colonial espanhol, sofreu algumas modificações especialmente no período presidencial de Gabriel García Moreno, que em 1870 ordenou a construção de novos edifícios de estilo neoclássico.
Infelizmente, durante vários anos foi negligenciado, o que contribuiu para a deterioração de muitos dos seus edifícios e para que suas ruas fossem invadidos pelo comércio informal. Isso não só diminuiu sua beleza, mas também contribuiu para tornar o setor inseguro. A deterioração do lugar começou em 1930, quando a transferência da residência dos habitantes do Centro para novos lugares no norte, fez com que muitos edifícios do centro histórico fossem abandonados para depois serem habitados por colonos pobres e migrantes do interior. Mas isso mudou desde 1997, quando o programa iniciado pela Companhia de Desenvolvimento do Centro Histórico para retornar a este lugar maravilhoso seu esplendor do passado e que pode ser apreciado hoje.
Em 1987, foi abalado por um terremoto que afetou os edifícios. O Congresso equatoriano criou o Fundo de Resgate do Patrimônio Cultural (FONSAL) para trabalhar na restauração, conservação e manutenção do patrimônio de Quito e seus arredores, por meio de diversos projetos, além de manter vivos os costumes e tradições que refletem a identidade do povo de Quito..

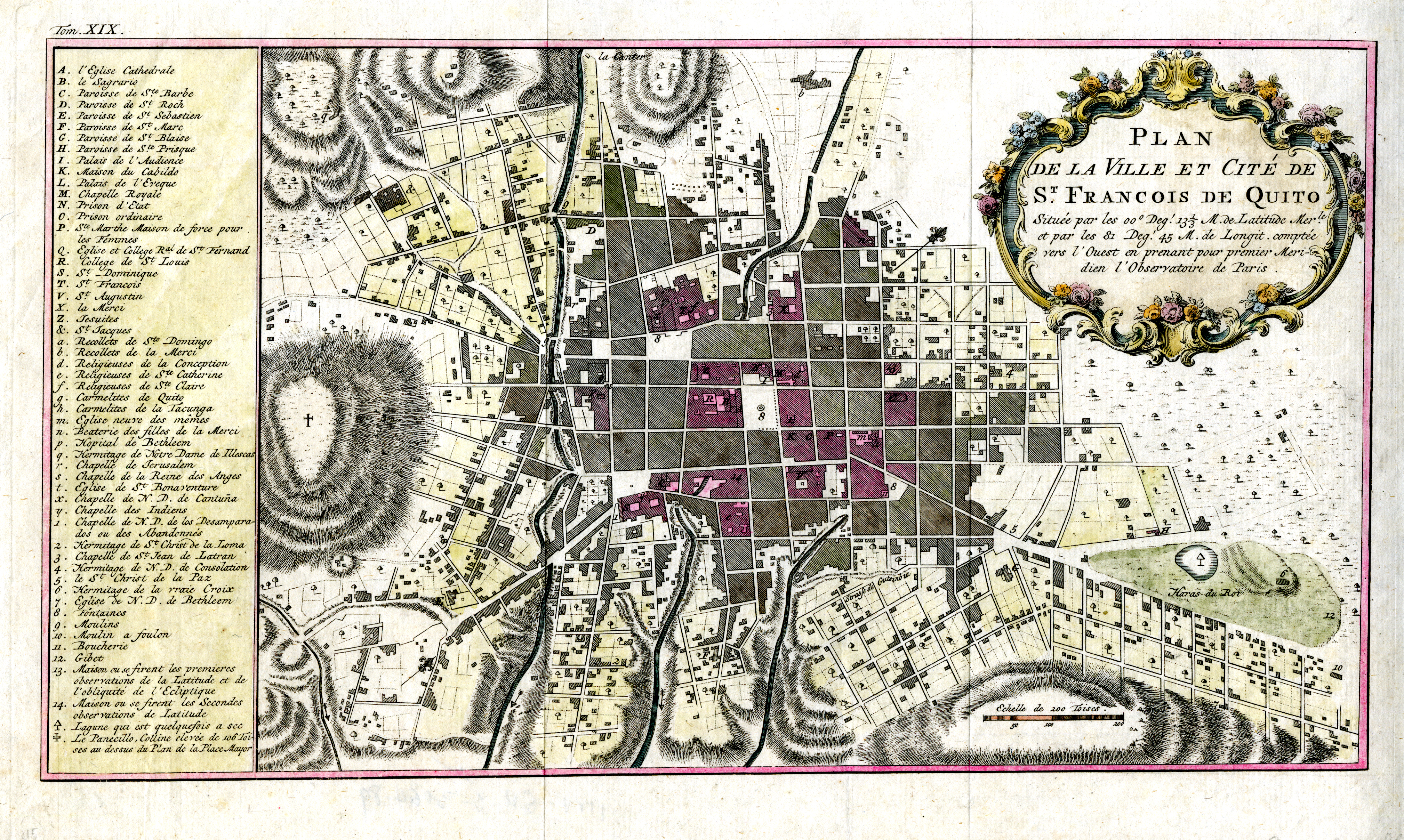
Plano de Quito (1735).

Andar pelo centro histórico de Quito hoje, agora quase completamente recuperado, tornou-se novamente uma experiência muito agradável. A Companhia de Desenvolvimento do Centro Histórico, é responsável pela restauração e conservação de igrejas, ruas e praças deste lugar. Vários locais turísticos foram implementados que convidam moradores locais e estrangeiros a visitá-lo em uma viagem ao passado, que não é apenas turística, mas também educacional. Para tanto, membros da Polícia Municipal foram treinados para atuar também como guias nos referidos roteiros. À noite, quando as luzes estão acesas na cidade, é possível passear pelo centro histórico em uma carruagem puxada por cavalos, no mais puro estilo da época colonial.

## Administração
Dentro do Distrito Metropolitano de Quito e, administrativamente falando, o Centro Histórico corresponde à paroquia do mesmo nome, uma das 32 que compõem o Distrito, e é parte da administração zonal Manuela Sáenz. Está rodeada pelas paroquias de San Juan e Itchimbía ao norte, La Libertad ao oeste, La Magdalena ao sul, e Chimbacalle e Itchimbía ao leste.
É a terceira menor divisão administrativa da cidade e a primeira em termos de densidade populacional; embora seja também a mais importante porque reflete a capital do país. Do ponto de vista político, sedia o governo central, o governo local e a primazia da Igreja Católica; Do ponto de vista simbólico, o Centro Histórico de Quito condensa um senso de identidade local e nacional; e finalmente, de uma perspectiva econômica, tornou-se um grande centro de comércio de caráter popular.

### Demografia
A freguesia tem uma população que em 2010 atingiu 40 587 habitantes, inferior à registada apenas nove anos antes, em 2001, quando tinha 50 982 habitantes. Apesar de tudo, o Centro Histórico tem uma taxa de densidade populacional extremamente alta de 10.823,2 habitantes / km², e um total de 15.570 habitações ocupadas em relação às 16.313 de 2001.
A taxa de crescimento demográfico da paróquia é de -2,5%, o que demonstra a tendência das pessoas de deixar o local como um local de habitação permanente; representando apenas 1,8% da população total da cidade de Quito, em comparação com os 4,2 que representava em 1990. A faixa etária com maior presença é entre 19 a 35 anos de idade, com cerca de 12.222 pessoas, seguida do grupo de 36 a 64 anos, com 11.342 pessoas. A presença feminina é maior que a masculina, com um número de 20.536 e 20.051 habitantes, respectivamente.

## Patrimônio
Em seus 3,75km², o Centro Histórico de Quito possui 4.286 propriedades tombadas como patrimônio, das quais 64 são classificadas como monumentais, equivalentes a 42% da arquitetura religiosa e 58% da arquitetura civil da freguesia. Para a sede da Presidência da República e outros edifícios governamentais, existem dez museus, vinte e dois templos, vários conventos com quase cinco séculos de antiguidade e outros edifícios de valor patrimonial. Note-se que o Palácio de Cristal, embora hoje esteja localizado em outra freguesia, faz parte deste inventário porque foi até 2001 no setor.
A religiosidade popular é uma das manifestações culturais que mais se mantêm vivas nos arredores do Centro Histórico de Quito; Este fenômeno é reforçado pela presença de seu conjunto de templos e conventos monumentais, assim como o Palácio do Arcebispo da Igreja Católica. Esses edifícios religiosos e suas atividades geram ao longo do ano o fluxo de visitantes de todas as latitudes.

### Igrejas
Durante séculos, conhecido como o claustro da América por sua grande concentração de igrejas e mosteiros em um pequeno espaço, o Centro Histórico de Quito se orgulha de ter três dos edifícios mais emblemáticos da arquitetura sacra do continente: a Basílica do Voto Nacional, a Igreja de São Francisco e a da Companhia de Jesus.

#### Basílica do Voto Nacional

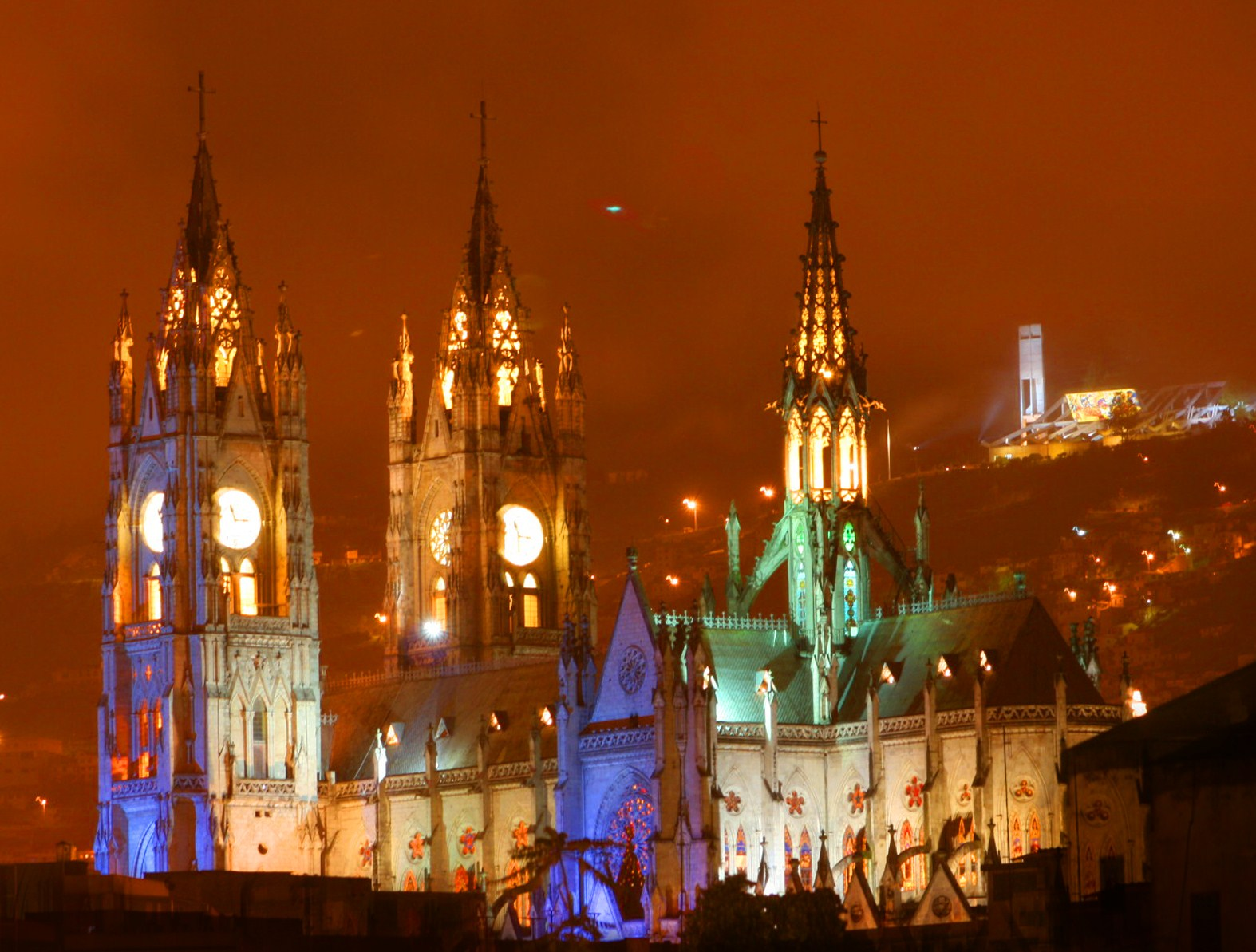
Basílica do Voto Nacional.

Esta monumental basílica é a obra mais importante da arquitetura neo-gótica do Equador e uma das mais representativas do continente americano, sendo ao mesmo tempo a maior do novo mundo.Ele está localizado no centro da cidade de Quito, nas ruas Carchi e Venezuela, ao lado do Convento dos Padres Oblatos. Este templo religioso foi construído para comemorar a consagração do Estado equatoriano ao Sagrado Coração de Jesus, celebrado durante a presidência de Gabriel García Moreno em 1873. Tem 115 m de altura e é composta por 24 capelas internas que representam as províncias do Equador. Este santuário foi inaugurado e abençoado pelo Papa João Paulo II em sua visita ao Equador em 18 de janeiro de 1985. A Basílica, tanto por sua estrutura quanto por seu estilo, é comparada a duas grandes catedrais do mundo: a Catedral de São Patrício, em Nova Iorque, e a Catedral de Notre Dame, em Paris.
Um detalhe que distingue o trabalho é a substituição das gárgulas clássicas por répteis e anfíbios típicos da fauna equatoriana; além disso, estão dispostas rosetas de pedra representando a flora do Equador. No ponto mais alto da torre principal, você pode ver a cidade e as montanhas que a cercam. A nave central do templo tem 140 metros de comprimento, 35 metros de largura e 30 metros de altura, onde 14 imagens de bronze representam 11 apóstolos e 3 evangelistas. Ao longo da história de sua construção, várias contribuições foram feitas para que este trabalho fosse realizado. Os Padres Oblatos doaram o terreno onde a Basílica é erguida; para continuar com a construção, foram aceitas doações de crentes que forneceram pedras em troca de gravar seus nomes nelas. Em 1985, o Estado introduziu um imposto para as compras de sal para continuar com a construção e foi possível concluir a construção depois que várias gerações de pedreiros dedicarem suas vidas a construir cada parede do recinto. Outra atração da Basílica del Voto Nacional é o panteão dos chefes de estado do Equador.

#### Catedral Metropolitana

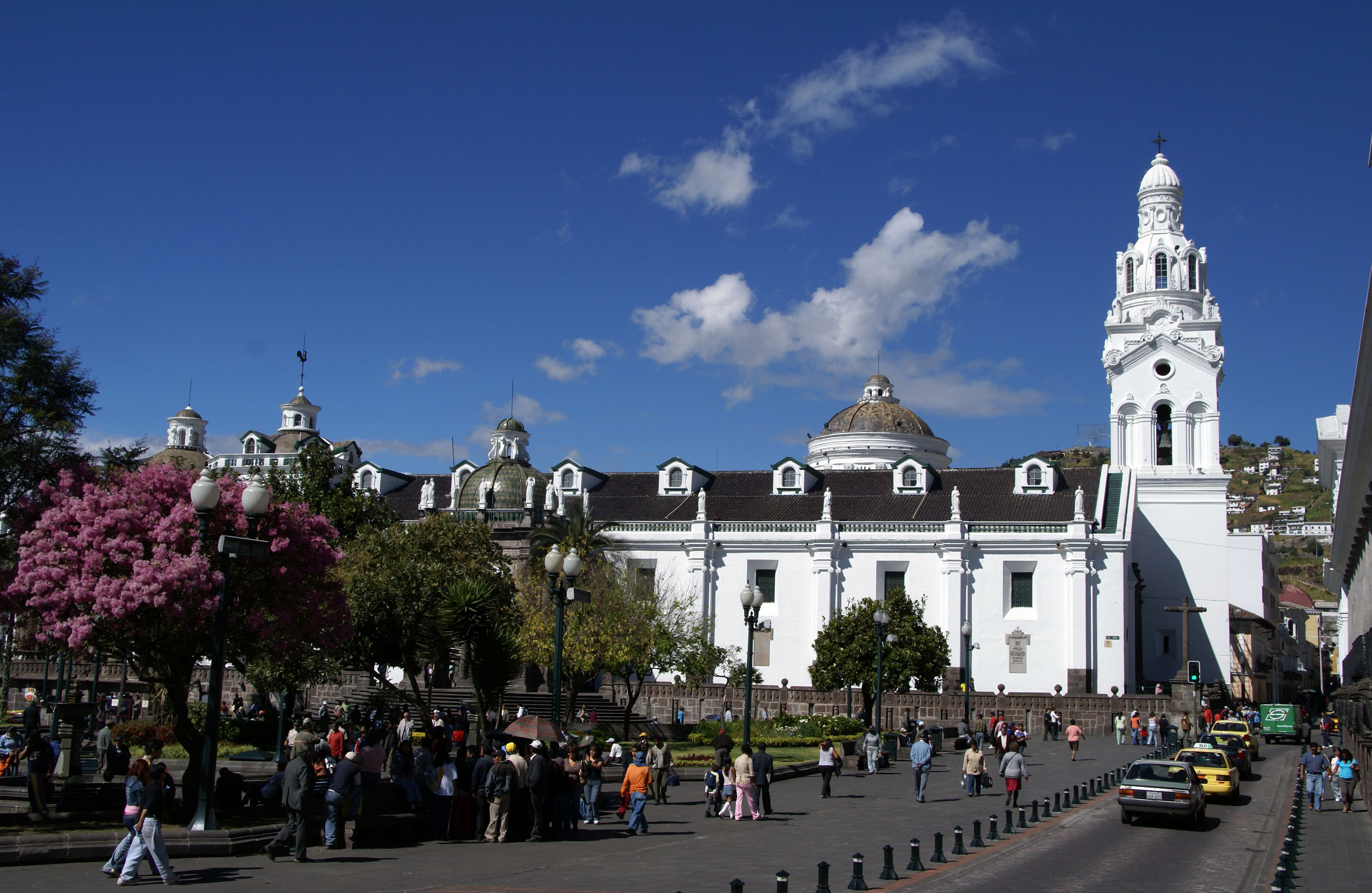
Catedral Metropolitana de Quito.

A Catedral Metropolitana, devido à sua localização no coração da cidade histórica e ao fato de que em 1995 foi elevada à Catedral Primada do Equador, que a torna a igreja católica mais importante do país, é uma das mais importantes da cidade. símbolos religiosos de maior valor espiritual para a comunidade católica da cidade. Está localizada na rua Espejo, entre a García Moreno e Venezuela, no lado sul da Plaza Grande ou Plaza de la Independencia.
Após a fundação da cidade de São Francisco de Quito, em 6 de dezembro de 1534, o presbítero Juan de Rodríguez, nomeado pastor da nova aldeia, construiu o primeiro templo provisório. Foi uma construção de adobe, madeira e telhado de palha para abrigar os fiéis durante a primeira década. Com a elevação da paróquia de Quito a diocese, em janeiro de 1545, García Díaz Arias foi nomeado bispo e chegou a Quito em 13 de abril do ano seguinte, juntamente com o vigário geral Pedro Rodríguez de Aguayo, que iniciou oficialmente a construção de um templo maior com melhores condições; o que faz desta catedral a mais antiga da América do Sul.

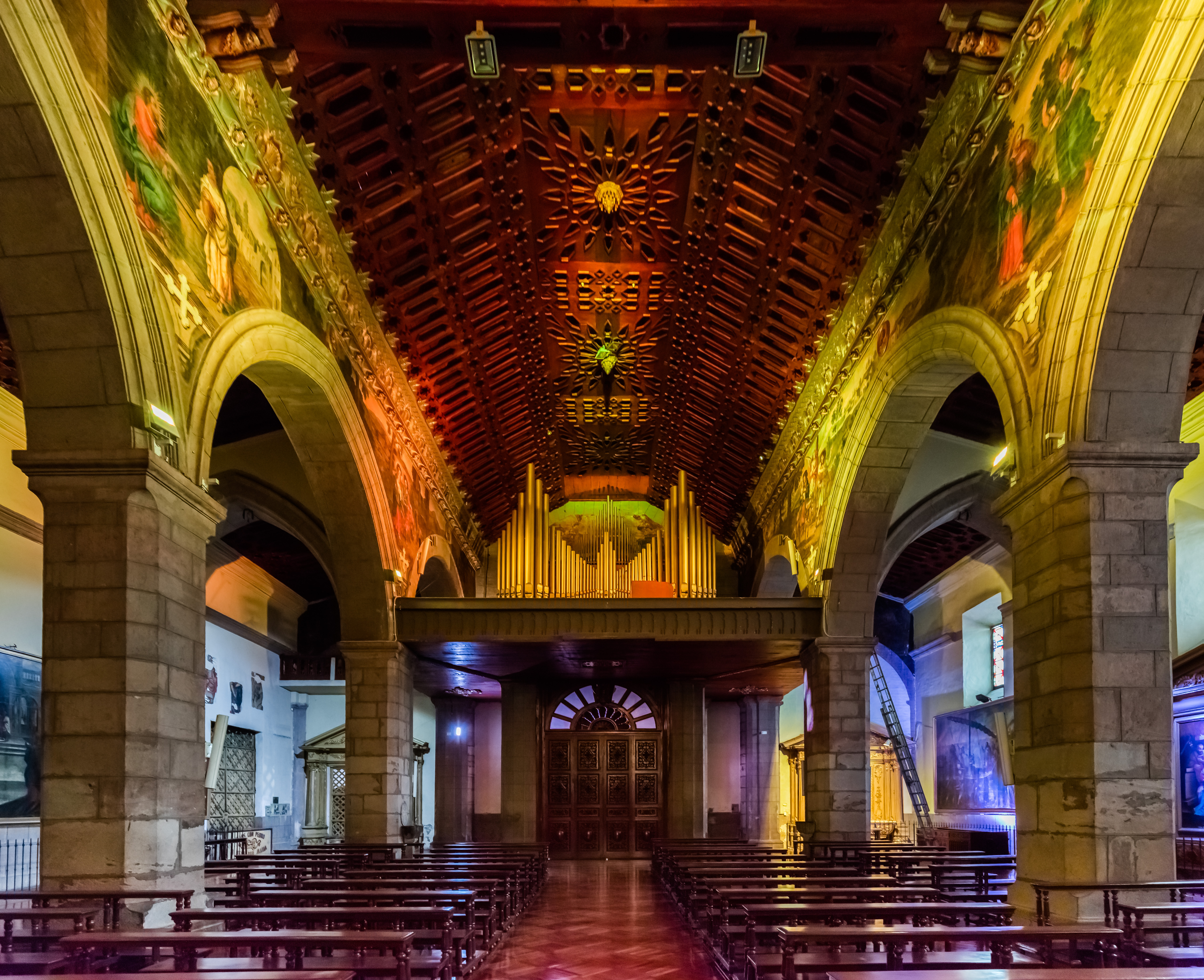
Interior da catedral.

Em qualquer caso, a catedral que conhecemos hoje é o resultado de várias contribuições ao longo do tempo. Julio Pazos Barrera detalha esta evolução do seu layout: "As fundações e uma parte das paredes são construções do século XVI. O plano geral mostra três naves separadas por pilares e arcos pontiagudos. Para o lado sul há algumas capelas. O lado norte é uma parede única. A porta principal não fica de frente para a Plaza de la Independencia. No entanto, um grande átrio e uma cúpula com uma escada circular conectam a porta lateral do prédio com a praça. Uma torre sineira volumosa se eleva ao lado da porta principal, culminando em uma curiosa ornamentação construída no século XX". Segundo o historiador Carlos Gustavo Argüello Silva, na parte superior da cornija estão localizadas as figuras dos 12 apóstolos.
No seu interior, o mesmo Pazos Barrera descreve nas seguintes palavras: "o coro baixo é semicircular e sua parte inferior tem assentos esculpidos e dourados que são ocupados pelos membros do cabildo diocesano. O púlpito e os retábulos das capelas são barrocos. Guardam a catedral os afrescos de Bernardo Rodríguez e Manuel Samaniego. A grande pintura da "Assunção da Virgem", situada na parte superior do coro, é a obra de Samaniego, e em um altar do trascoro se expõe a singular escultura do "Sudário Santa" de Caspicara. Para estas peças, obra dos mais renomados artistas da arte de Quito, podemos acrescentar a feita pelo padre Carlos, 'A negação de São Pedro'. Sem dúvida, neste e em outras criações citado mostra o alto grau de sofisticação e beleza que tinha alcançado quitenho arte, destacando as qualidades dos grandes mestres e nível artístico insuperável tinham chegado as artes visuais em Quito ".
Entre os eventos mais importantes, e ao mesmo tempo macabros, que ocorreram neste templo, estão a morte do bispo José Ignacio Checa e Barba, que na missa da Sexta-feira Santa em 30 de março de 1877 foi envenenado com estricnina dissolvida no vinho litúrgico. Mais tarde, em 6 de agosto de 1875, o Presidente Gabriel García Moreno deu seu último suspiro no altar desta Catedral, depois de ser atacado com facões nos degraus do vizinho Palácio Carondelet enquanto se dirigia à missa.
A Catedral Metropolitana também guarda os restos mortais do marechal Antonio José de Sucre, assim como os restos de vários ex-presidentes da República, além de importantes bispos e padres.

#### Igreja da Companhia

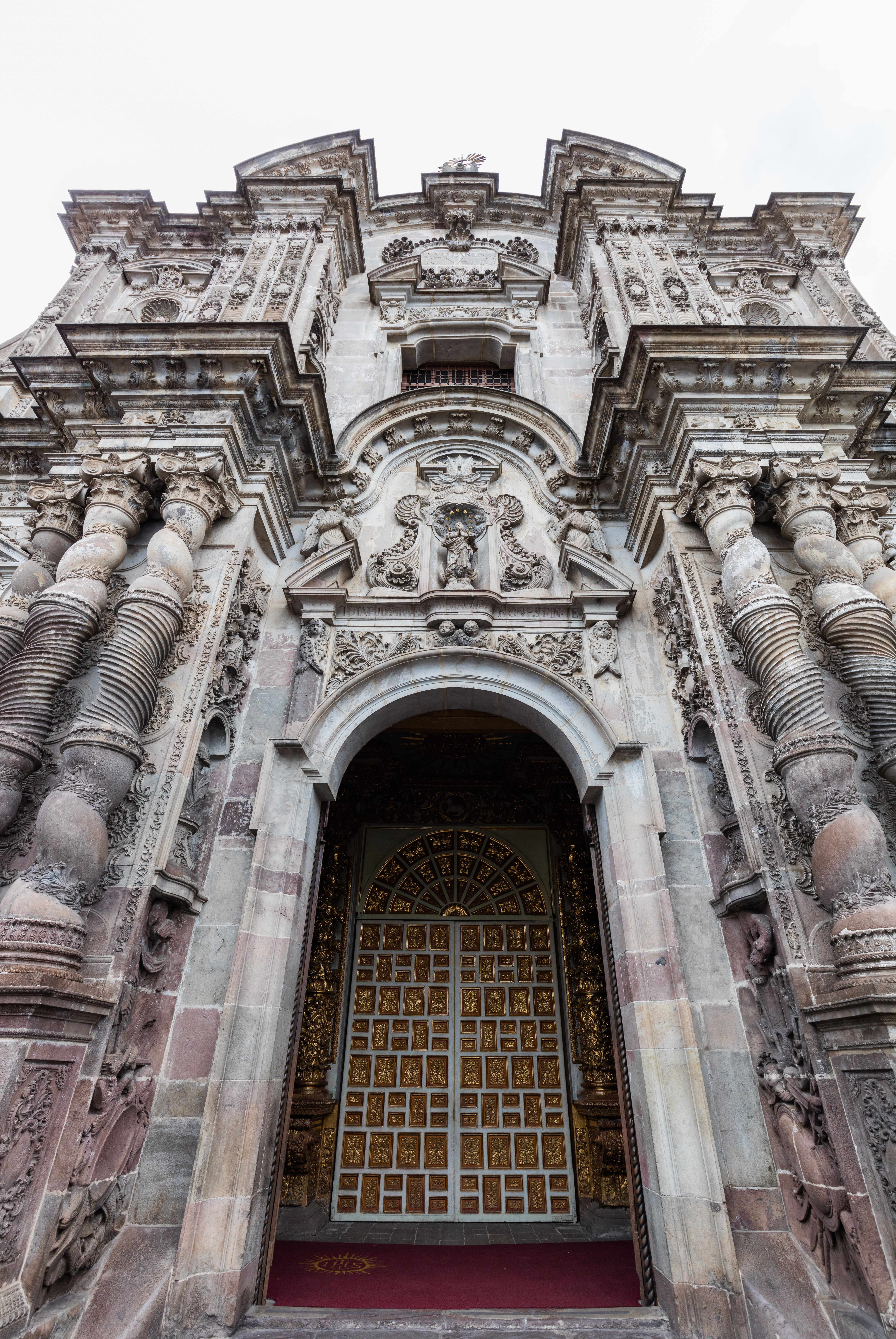
Fachada da igreja da Companhia.

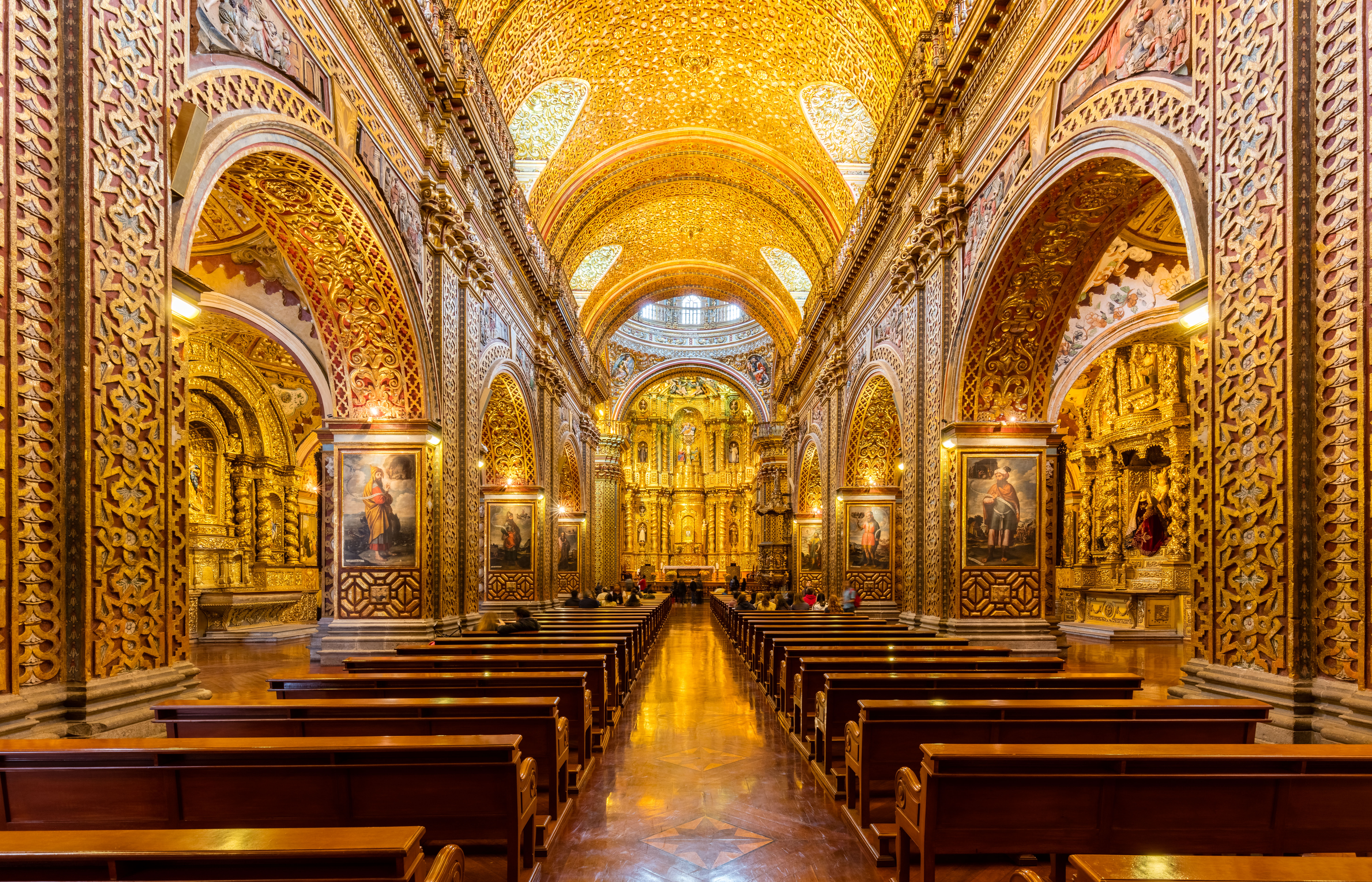
Interior da Companhia.

A igreja e convento da Companhia de Jesus de Quito, também conhecida na herança popular equatoriana simplesmente como A Companhia, é um complexo clerical católico localizado na esquina das ruas García Moreno e Sucre. A cobertura de seu templo maior, esculpida totalmente em pedra vulcânica andesita, é considerada como uma das expressões mais importantes da arquitetura barroca no continente americano e no mundo.
Ao longo do tempo, esta igreja foi chamada de Templo de Salomão da América do Sul. O padre Bernardo Recio, missionário jesuíta, chamava-a de Ascua de oro (brasa de ouro). Ernesto La Orden, embaixador da Espanha no Equador, a descreveu como "o melhor templo jesuíta do mundo".
O complexo também constitui a sede oficial dos jesuítas no Equador, abriga o Colégio Máximo Noviciado da Ordem, e no passado também abrigou entre suas paredes a Escola San Gabriel (antiga San Luis), que hoje está em modernas instalações norte da cidade construída na década de 1970, e da Universidade de San Gregorio, agora Universidade Central do Equador
A igreja, e sua rica ornamentação interna, completamente coberta com placas de ouro, é uma das principais atrações turísticas da cidade e uma herança inestimável, tanto artística quanto econômica, para o país. Foi visitada pelo Papa João Paulo II, que presidiu uma missa no templo em 30 de janeiro de 1985, no marco de sua visita de três dias ao Equador.
A construção foi iniciada em 1605, e demorou 160 anos para ser concluída. Em 1765 finalizou-se a obra com a construção da fachada do templo, inaugurada oficialmente em 24 de julho desse ano. O trabalho foi feito principalmente por nativos seguindo os planos e esboços dos jesuítas europeus, que cuidadosamente capturaram o estilo barroco em um dos exemplos mais completos da arte americana.
Em 1767 a igreja foi fechada por causa da expulsão dos jesuítas do Equador. Quarenta anos depois, em 1807, este templo foi reaberto pelo frade chileno Camilo Henríquez, da ordem de Buenamuerte, que mais tarde fez parte das lutas independentistas em seu próprio país.
Diz-se popularmente que A Companhia de Quito foi inspirada na Igreja do Gesù de Roma, Itália, mas na realidade guardam poucas semelhanças entre si. As colunas são uma cópia daquelas feitas por Bernini para o Baldaquino de São Pedro. No interior, tem belos retábulos e púlpitos cobertos de folhas de ouro. No retábulo do altar-mor, a obra de Bernardo de Legarda, as colunas salomônicas da fachada e as cornijas que se estendem para o centro em um arco foram retomadas como o principal motivo de composição, e o todo, variegado e deslumbrante, foi completado. em uma coroa realizada por anjos. 

#### Igreja de São Francisco

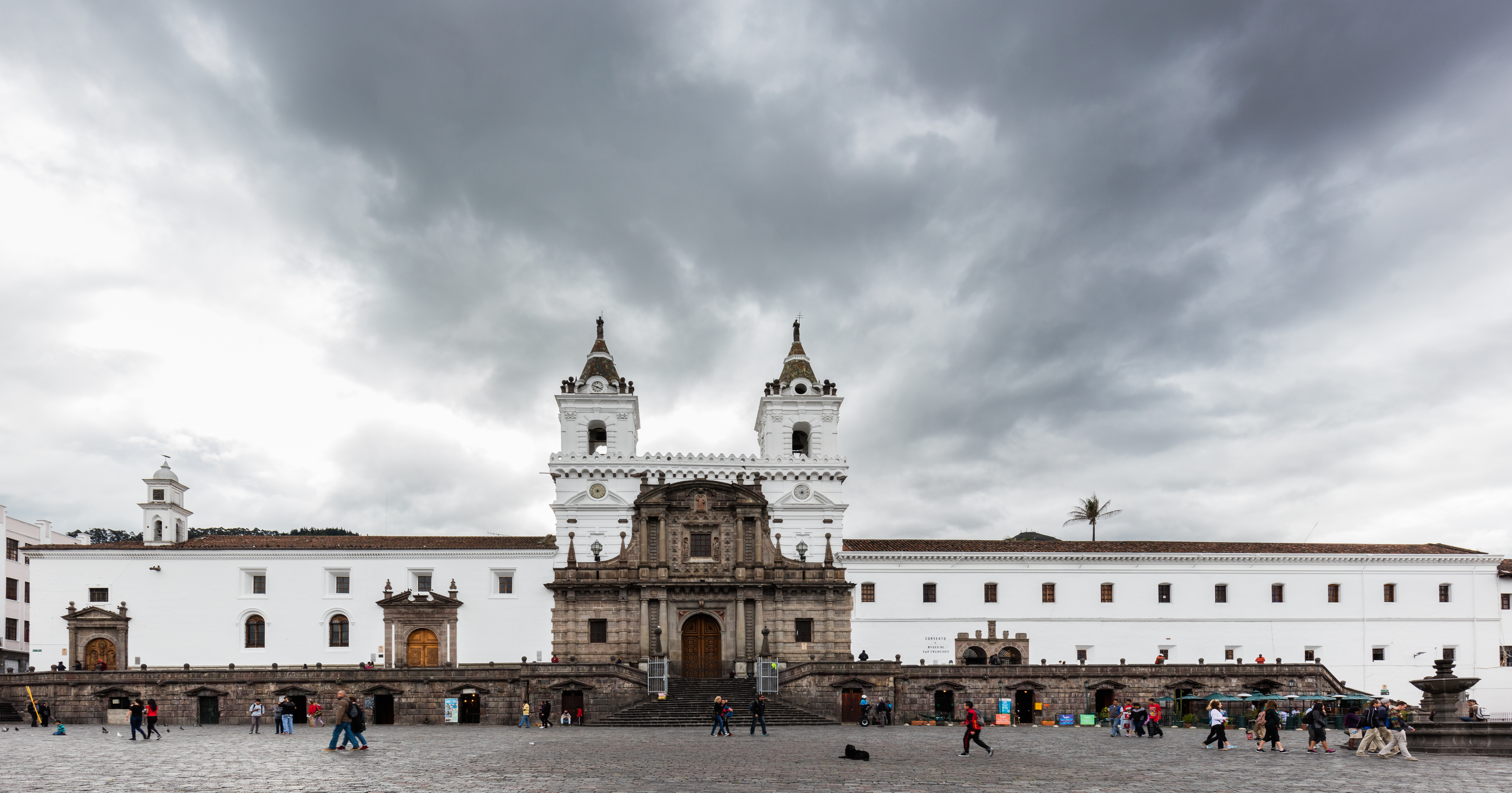
Exterior da igreja de São Francisco.

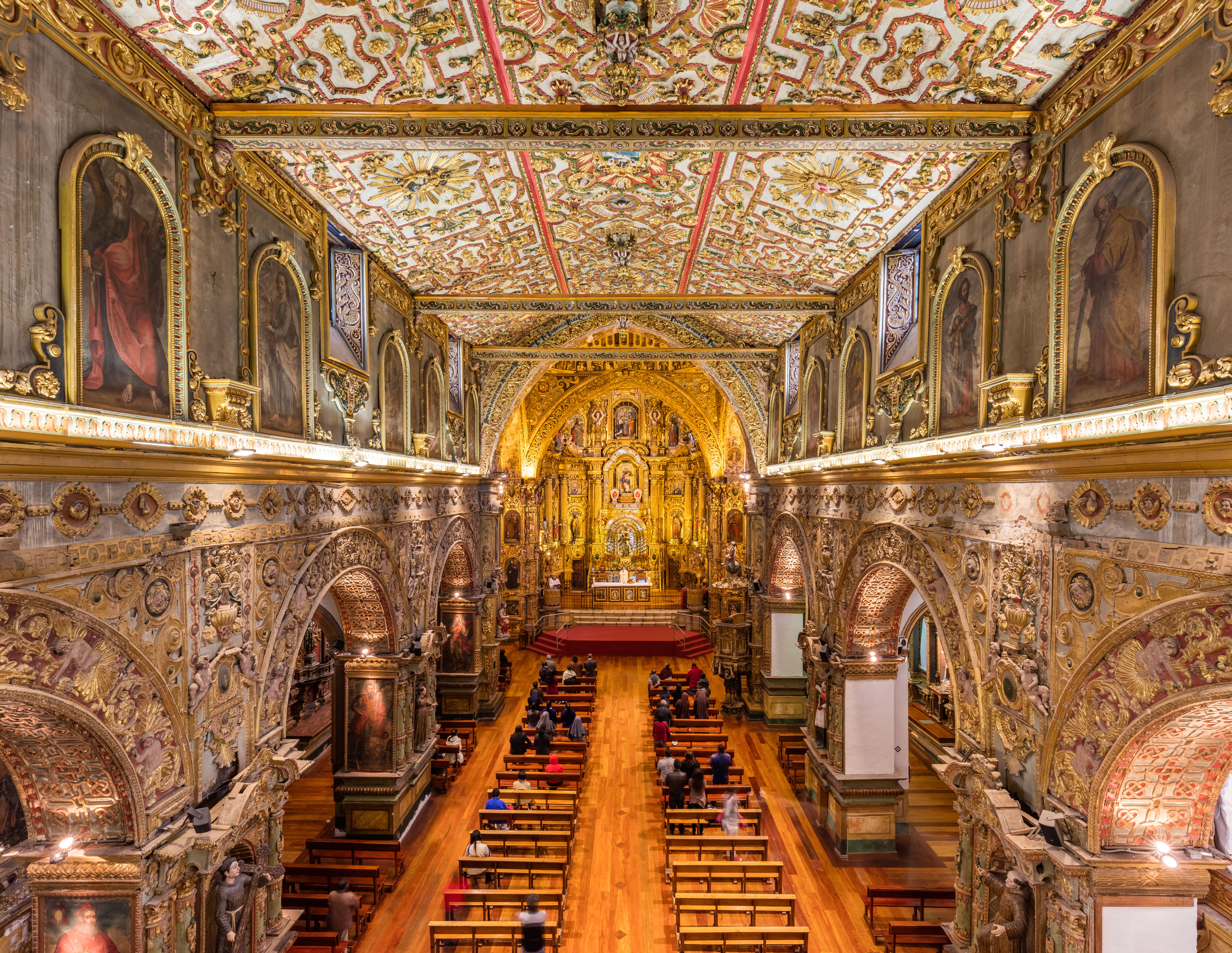
Interior do templo.

São Francisco é o maior dos complexos arquitetônicos existentes nos centros históricos das cidades da América Latina. A construção da igreja começou em 1550, em terras adjacentes à praça onde os índios realizavam a troca de produtos. O trabalho estava a cargo do franciscano flamengo Jodoco Rique.
A igreja, concluída definitivamente para 1680 é o resultado harmonioso de influências mudéjares, maneiristas e barrocas. Os frades franciscanos foram os primeiros a se estabelecer em Quito. Atrações como o altar principal do templo, as capelas laterais e o púlpito são de excepcional beleza. No altar-mor está a imagem da Virgem de Quito, esculpida por Bernardo de Legarda, um dos grandes mestres da Escola de Quito.
Diz a lenda que um índio de nome Cantuña se comprometeu a construir o átrio deste templo; o tempo de entrega era curto e Cantuña não terminaria o trabalho dentro do período acordado, de tal maneira que, quando ele se viu perdido, fez um pacto com o Diabo. Em troca, ele pediu sua alma e Cantuña aceitou. Os diabinhos começaram a construção que durou uma noite. Terminada a obra, Cantuña rezou à Virgem para que não fosse levado pelo demônio, e quando Lúcifer veio procurar a alma de Cantuña, descobriu que faltava uma pedra para ser colocada e por isso o pacto foi anulado. Desta forma, ele salvou sua alma.
O templo está localizado na interseção das ruas Benalcázar, Bolívar, Sucre e Bacia. Encontra-se a uma quadra da igreja da Companhia.

#### Igreja de El Sagrario
Em tempos da colônia, a igreja de El Sagrario foi um dos maiores bastiões arquitetônicos de Quito. A origem da invocação religiosa desta igreja, consagrada ao Santíssimo Sacramento, é a a tradicional capela sacramental das catedrais hispânicas, como a da Catedral de Sevilha, às quais estão anexadas e comumente compartilham uma fachada.
A construção deste edifício ocorreu no período entre os séculos XVII e XVIII, graças à contribuição da Irmandade do Sagrado Sacramento, que começou com o trabalho de fundação em 1617. A igreja foi construída em uma arcada que fechou a antiga quebrada de Zanguña. A fachada foi concluída em 1706, enquanto o resto do edifício foi concluído em 1715, e entre 1731 e 1747 os altares do templo foram concluídos. O escritor equatoriano Julio Pazos Barreira descreve ao templo da seguinte forma:
La nave central remata con bóveda de cañón y las dos laterales se cierran con cúpulas pequeñas. En el crucero y sobre las pechinas se observa un tambor y sobre éste una media naranja con su linterna. Los interiores de estas estructuras presentan pinturas de ángeles y santos del pincel de Francisco Albán. La fachada del templo, de dos cuerpos, alterna el orden jónico en el primero y el corintio en el segundo. A cada lado de la calle central se observan conjuntos de tres altas columnas que dan un total de doce. Adornan el segundo cuerpo cuatro robustas esculturas en piedra.
O painel da nave principal, obra de Legarda, é considerado uma das manifestações mais ricas do barroco quitenho.

#### Igreja de Santo Domingo

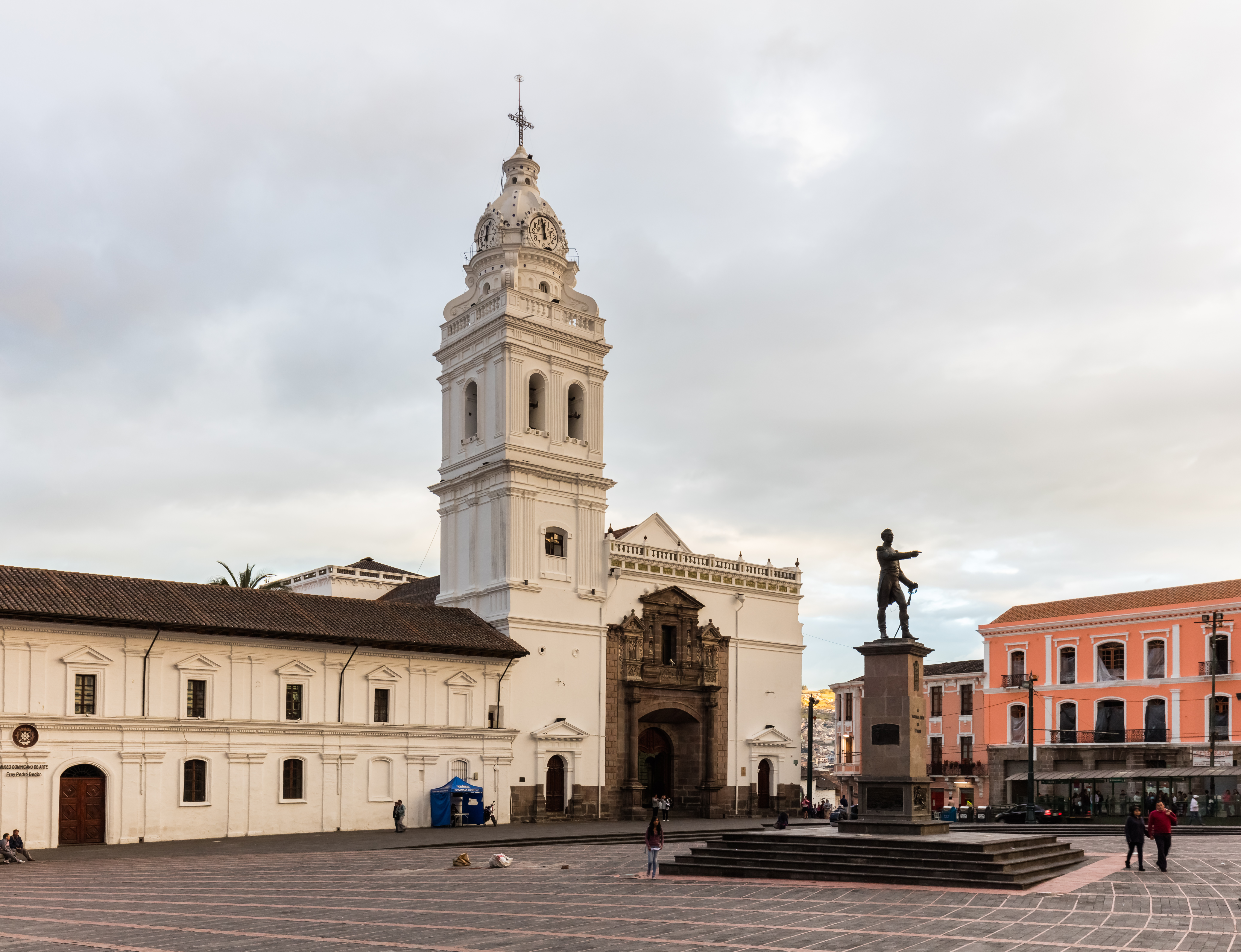
Vista da Igreja de Santo Domingo.

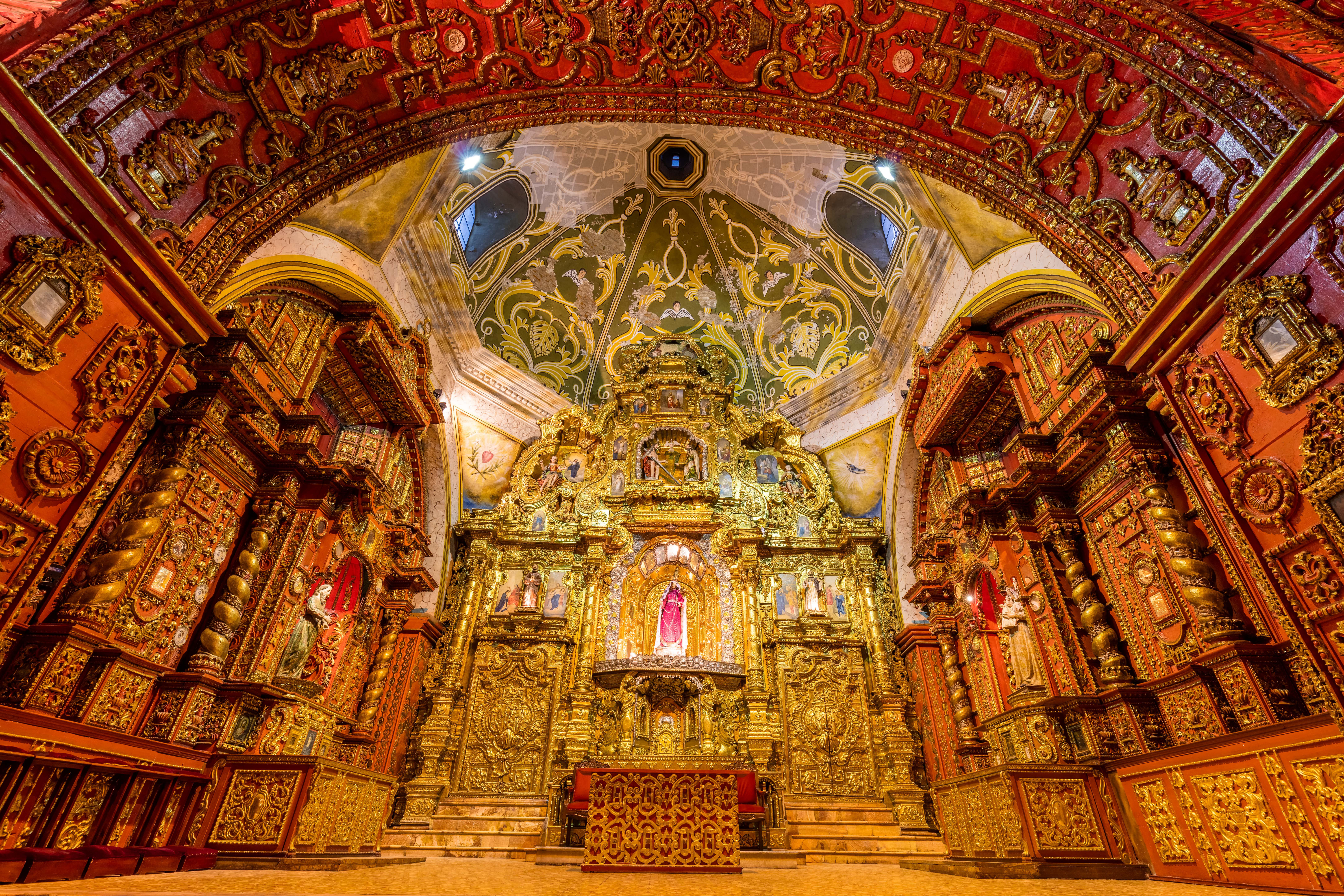
Interior da igreja.

Embora tenham chegado a Quito em 1541, foi somente em 1580 que os dominicanos começaram a construir seu templo, com planos e direção de Francisco Becerra. O trabalho total concluiu na primeira metade do século XVII. Dentro do templo existem estruturas valiosas, como o altar-mor neogótico que foi colocado no final do século XIX por dominicanos italianos. O teto da igreja de estilo mudéjar, com pinturas de mártires da Ordem de Santo Domingo. O teto da nave central é composto por um par de armaduras de nós dos dedos, cobertas por pedaços de lacería. No museu localizado no lado norte do claustro inferior, há peças maravilhosas dos grandes escultores de Quito, como: Santo Domingo de Guzmán, de Padre Carlos, San Juan de Dios, de Caspicara, e Santo Tomás de Aquino, de Legarda. Uma das joias barrocas do século XVIII que é zelosamente guardada é a Capela de Nossa Senhora do Rosário, que constitui um baluarte da arquitetura de Quito. Esta capela foi construída ao lado da igreja, ao lado do evangelho. Nele foi fundada a irmandade mais importante da cidade de Quito.

### Edifícios civis
Correspondem à maioria das propriedades do patrimônio, entre as quais edifícios públicos e privados, palácios, mansões e edifícios culturais e comerciais.

#### Palácio de Carondelet
O Palácio de Carondelet é a sede do Governo e residência oficial do presidente da República do Equador. É o eixo nevrálgico do espaço público conhecido como Plaza de la Independencia ou Plaza Grande (nome colonial). Era conhecido durante a colônia espanhola como o Palácio Real de Quito, porque era a sede da Real Audiência de Quito e do governo civil e militar da região. A tradição conta que teria sido o libertador Simón Bolívar quem o chamou de Palacio de Carondelet, surpreso com o bom gosto de Francisco Luis Héctor, barão de Carondelet, que ordenou a construção de sua fachada, cujo elemento principal, uma colunata, se mantém até hoje.

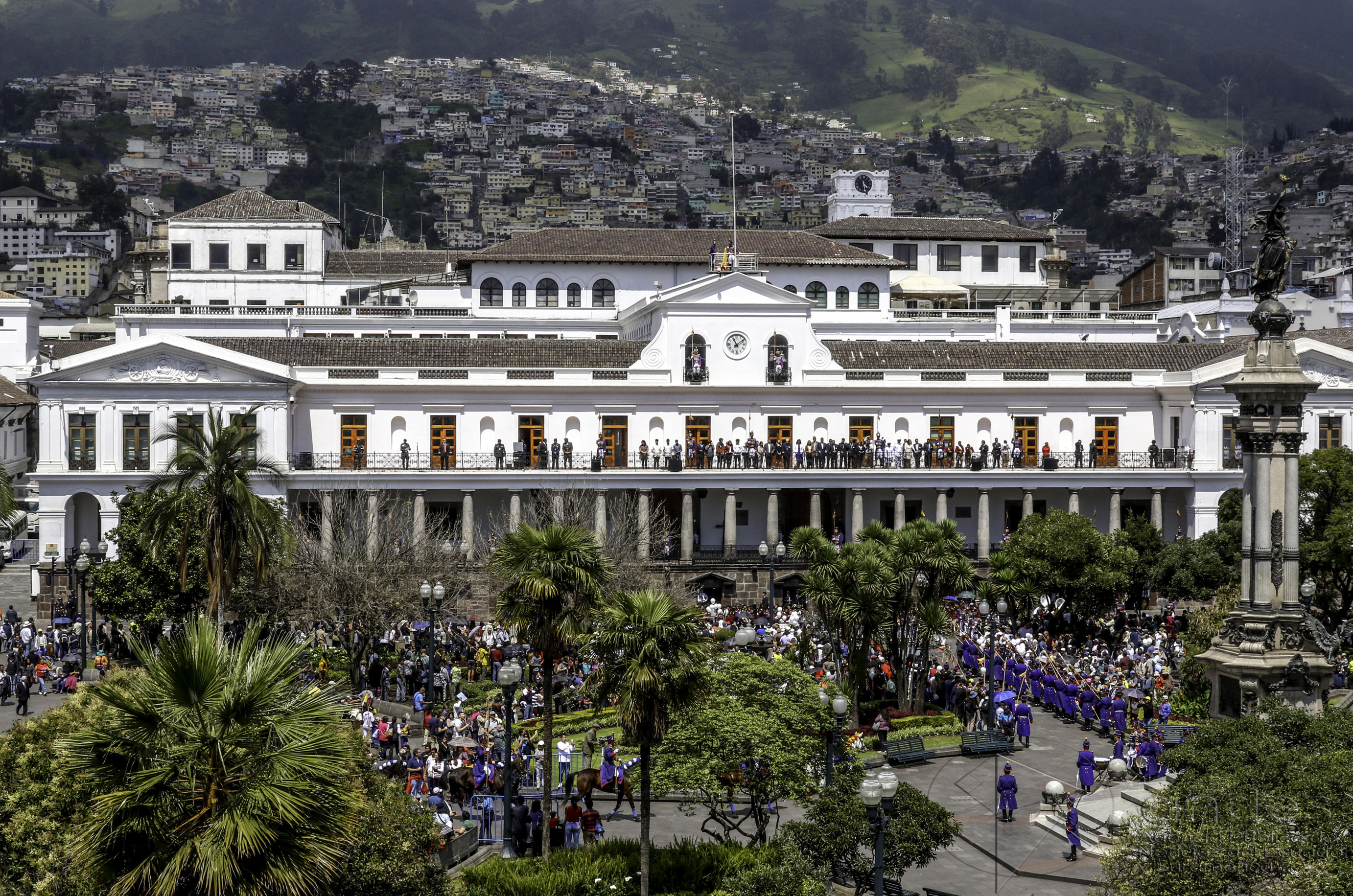
Palácio de Carondelet.

O jornalista Raul Andrade, escreveu no número 288 da revista Vistazo, que a distribuição de espaço no Palácio do Governo era a seguinte antes da remodelação de 1956: "Dois pavilhões foram construídos para fixar o equilíbrio: um para o sul, outro ao norte: o do lado sul tinha o presidente, o ditador, a pessoa encarregada do poder ou o que fosse, o do lado norte que servia como secretário de Estado, um longo terraço, pendurado sobre a praça da Plaza Mayor - agora da Independência - serviu como passagem descoberta entre um e outro pavilhão ... ". Durante a reconstrução de 1996, o uso presidencial da ala sul do Palácio foi mantido, enquanto a ala norte foi convertida inteiramente para o Salão de Banquetes e Cozinhas, conectado à Sala Amarela.

#### Palácio da Vice-presidência

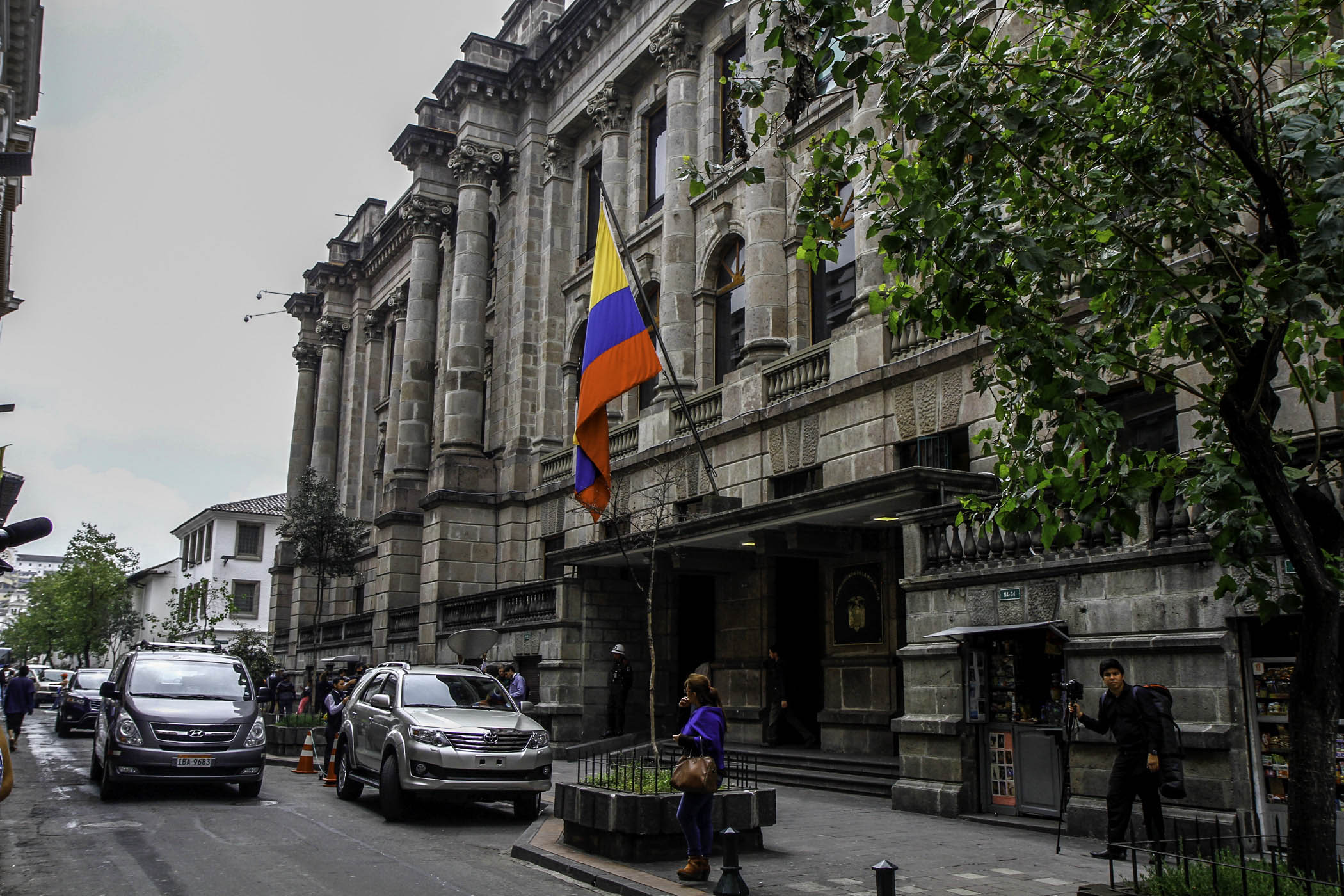
Palácio da Vice-presidência

Localizado na rua Benalcázar, entre as ruas Chile e Espejo; forma ao lado do Palácio de Carondelet (o qual é anexado pelos fundos) o chamado "Complexo Carondelet". Sua construção começou em 1922 e foi até 1927, sob a direção do arquiteto italiano Augusto Ridder. Depois de várias tentativas frustradas de centralizar a administração das comunicações, decidiu-se confiar o projeto a Ridder, consultor da Junta do Centenário da Batalha de Pichincha.
O edifício tem uma base de pedra e dois andares com colunas cilíndricas de altura dupla, livres do plano da fachada. A fachada é organizada em três corpos separados por quatro projeções. Uma cornija que segue o movimento de paredes e colunas dá uma conclusão forte e dinâmica ao grupo que expressa austeridade e solidez. O desenho da carpintaria segue a forma do vão. Organizado em fachada e plantas simétricas, o edifício possui um plano central octogonal coberto e rodeado de escritórios.
O interior de grande leveza pela estrutura de ferro e cobertura de vidro, contrasta com a monumentalidade exterior. As paredes são feitas de tijolo e pedra, cobertas de amianto, azulejos e vidro. Trilhos de trem antigos foram usados para a estrutura preenchida com concreto. Para os invólucros e coberturas, utilizaram-se cassetes de metal, parquet de rolo e tintas em pó. Vários materiais foram importados da Europa e dos Estados Unidos. Desde 1996, os correios, que ocupavam este palácio desde o seu início, foram transferidos para o norte da cidade, e o edifício foi convertido no Palácio do Vice-Presidente, com conexões para o Palácio Carondelet através das garagens que compartilham.

#### Palácio Arcebispal

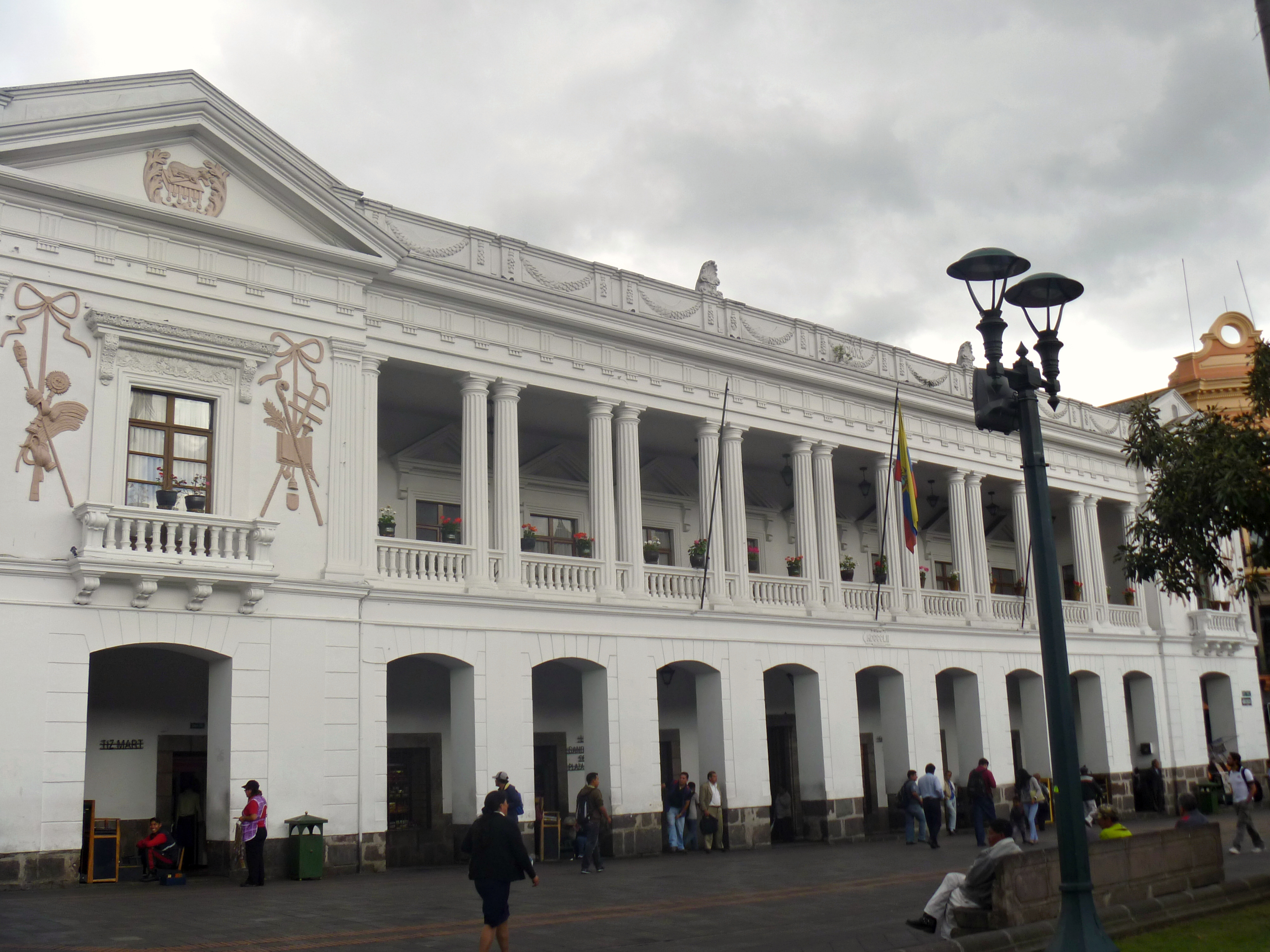
Palácio Arcebispal de Quito.

O Palácio do Arcebispo está localizado na esquina das ruas Chile e Venezuela, é um dos quatro edifícios que flanqueiam a Plaza de la Independencia. É a sede da Arquidiocese Metropolitana de Quito e residência oficial do Arcebispo de Quito e Primaz do Equador.
Durante vários anos após a fundação da cidade, os párocos de Quito viveram em diferentes casas ao redor da Catedral. Foi somente até o bispado de Quito ter sido erguido em 1546, que a compra da parcela atribuída ao conquistador Núñez de Bonilla e seus herdeiros foi autorizada no flanco nordeste da Plaza Mayor, que o Palácio Episcopal de Quito foi estabelecido na esquina. em que é até hoje.
O palácio tem formas neoclássicas, expressas nos arcos e galerias do interior e na colunata da grande varanda localizada no último andar da fachada, no portal que termina em entablamento. Em ambas as extremidades da fachada há dois corpos sólidos com janelas ortogonais no último andar e um arco para o portal no piso térreo, coberto com duas coroas triangulares e esculturas da Santa Sé (direita) e da Arquidiocese de Quito (esquerda) Entre essas, uma galeria externa era disposta como uma varanda coberta, com uma dupla colunata de veios cilíndricos e capitéis iônicos.
Na parte inferior há um portal de arcada coberto que serve como um espaço de comunicação entre o palácio e a praça, bem como um corredor externo e coberto com os outros edifícios vizinhos no oeste. Ele é acessado através de um corredor para um grande pátio de pedra, com uma fonte de pedra esculpida no centro. Quatro corredores de dois andares cercam o pátio, com o suporte e a Capela do Arcebispo (com acesso restrito) no lado oeste. Conta também com uma biblioteca completa dividida em quinze seções, cujos livros e registros remontam ao ano de 1545.

#### Palácio de La Recoleta

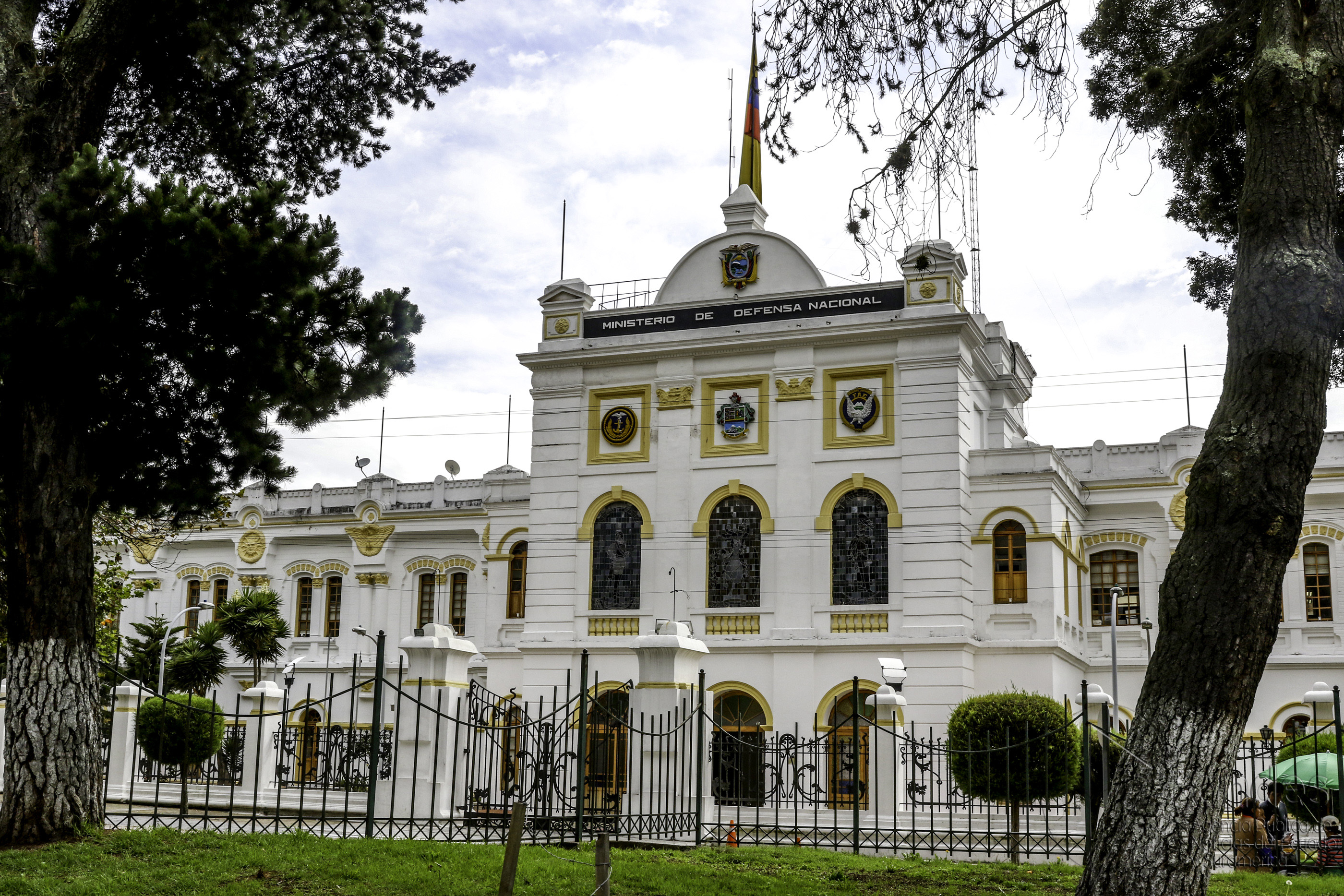
Palácio de La Recoleta

Localizado no extremo sudeste da freguesia, no bairro de La Recoleta (para o qual tomou seu nome atual), este edifício abriga atualmente as dependências do Ministério da Defesa do Equador. O Palácio neoclássico foi construído em 1908, por ordem do então Presidente da República, General Eloy Alfaro, para abrigar a Exposição Nacional de Amostras que comemoraria o centenário do Primeiro Grito da Independência do país, proferido em 10 de agosto de 1809. Os planos foram concebidos pelo arquiteto José María Pereira por ordem pessoal de Alfaro.
Em 10 de agosto de 1909, o edifício foi formalmente inaugurado em uma cerimônia oficial que contou com a participação de autoridades civis, militares e eclesiásticas, bem como a aristocracia de Quito da época. Em 8 de setembro do mesmo ano, ou seja, quase um mês após a cerimônia de abertura, abriu as portas ao público, dando lugar à "Exposição Internacional de Amostras", razão pela qual foi construída em primeira instância, da qual participaram: Chile, Colômbia, Peru, França, Estados Unidos, Espanha, Itália, Japão e, claro, Equador.
Para fins de 1912 o governo cedeu o Palácio da Recoleta à Escola Militar, que o ocupou até 1937 quando foi cedida ao Ministério de Defesa. Na actualidade, além do mencionado ministério, o palácio acolhe as dependências do Comando Conjunto das Forças Armadas, as Forças Terrestre, Naval e Aérea e também a Honorable Junta de Defesa Nacional.

#### Palácio de Pizarro

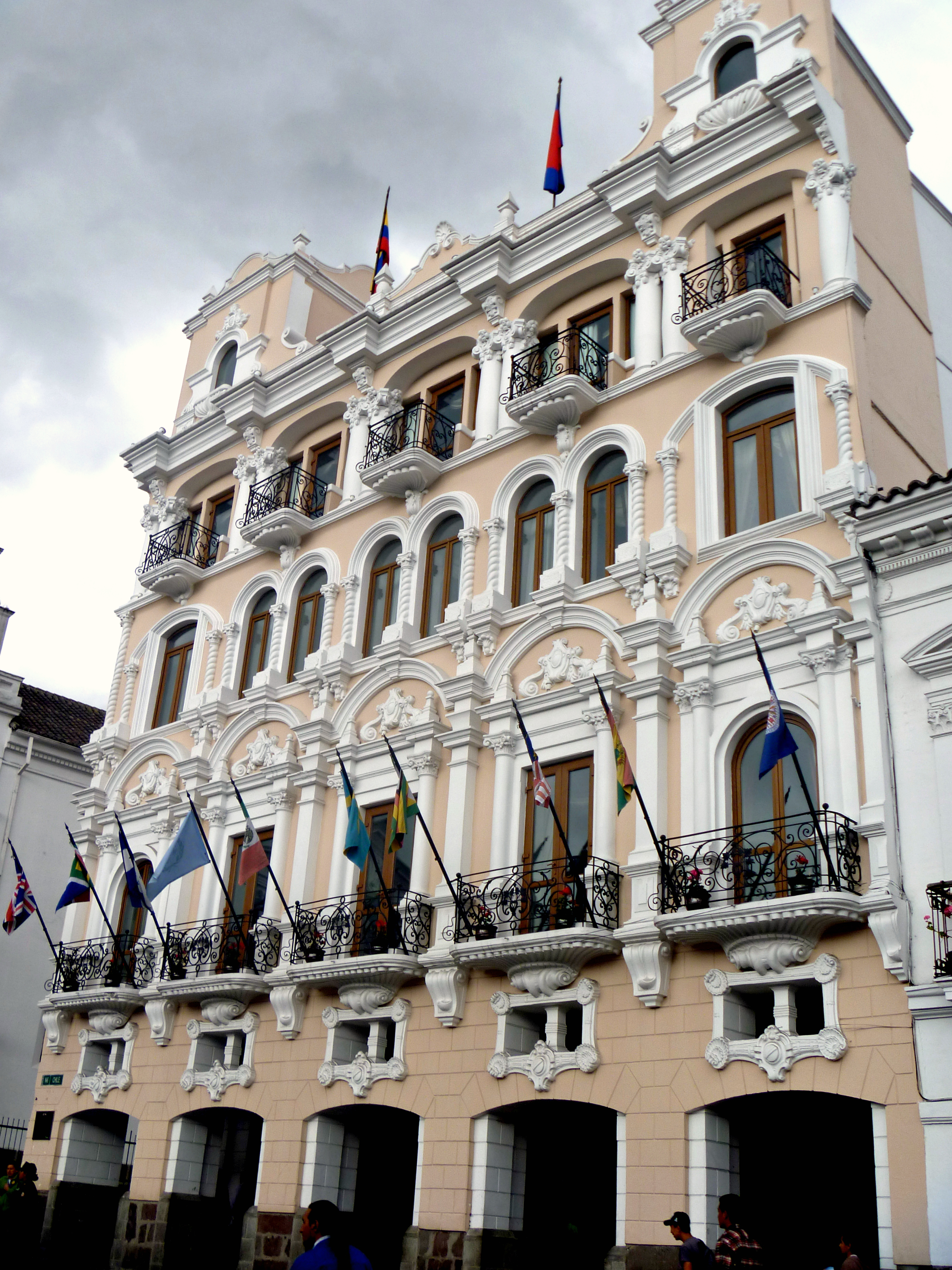
Palácio de Pizarro.

Atualmente conhecido como Hotel Plaza Grande; o local onde hoje se encontra o edifício foi atribuído a Francisco Pizarro durante o primeiro traçado de lotes da cidade em 1534, poucos dias depois da fundação da cidade de São Francisco de Quito. Ao longo do tempo o lote foi fragmentado, e a seção da esquina passou para as mãos da família Guarderas
O edifício passou por várias mudanças ao longo dos três séculos seguintes, entre elas a ornamentação exterior eclética, característica que atrai tanta atenção dentro do conjunto de estruturas históricas que enquadram a praça mais importante da cidade de Quito, cujo denominador comum é mais a austeridade do neoclássico.
Depois de vários proprietários e adequações ao longo de três séculos, no começo do século XX a propriedade passa a mãos da família Andino, aumentando mais um andar, o terraço e vários ajustes interiores pelo arquiteto Antonio Russo, em 1930. Depois de vários anos, os Andino e um investidor francês decidiram transformar o palácio no primeiro hotel de luxo na capital do Equador, criando assim o Hotel Majestic, ponto de encontro da elite de Quito e dos visitantes mais importantes do país. entre 1943 e 1960.
Entre 1962 e 1970 o edifício foi sede de uma entidade bancária privada. Em 1990 foi comprada pelo Município de Quito que a usou até 2005 como parte de seus escritórios, quando entregou a propriedade em um empréstimo a uma empresa hoteleira para devolver seu esplendor do passado sob o nome com o qual o palácio é conhecido hoje: Hotel Plaza Grande. A fachada é composta de níveis horizontais sobre uma base sólida de arcos que servem como uma passagem para a praça, e que ganha leveza expressiva em seus níveis superiores.

#### Casa Gangotena
Ao lado da Plaza de San Francisco localiza-se um antigo palácio de três andares e uma rica fachada neoclássica, localizado na esquina das ruas Bolívar e Cuenca, que pertencia à família Gangotena, mas permaneceu abandonado após a morte da última irmã da primeira geração Na era republicana, os Gangotena cederam a Quito o direito à água de uma vala que corria pela casa; consequentemente, a partir daquele momento, o Cabildo resolveu que a propriedade não pagaria pelo serviço de água potável por toda a vida.
A Casa Gangotena foi construída em 1926 e pertencia a Dolores Gangotena e Camilo Ponce Enríquez; a primeira casa foi consumida por um incêndio em 1915. O prédio foi reabilitado em cinco anos pelo Grupo Futuro para transformá-lo em um hotel de luxo, que foi inaugurado em outubro de 2011.
Seu interior é lindamente restaurado e decorado de forma eclética, com toques contemporâneos, art nouveau e art déco que combinam harmoniosamente. Um grande esforço foi feito para preservar e restaurar os detalhes originais da mansão - os forros lindamente decorados, os anúncios atraentes e as molduras de estuque, garantindo assim um ar de história e sofisticação e um luxo discreto.

#### Palácio de Cristal

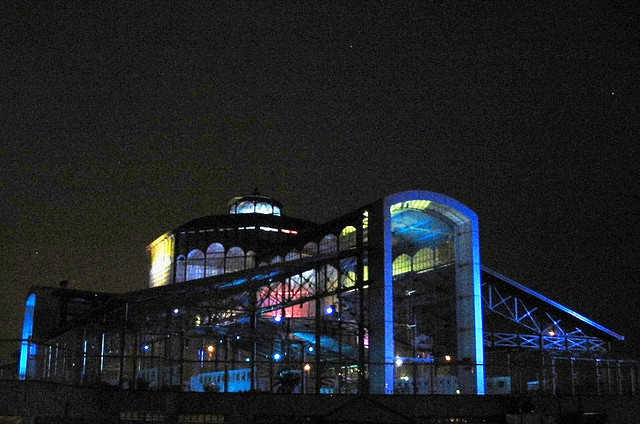
Palácio de Cristal.

Embora hoje esteja localizado na vizinha paróquia de Itchimbía, é uma estrutura que até o ano 2000 estava localizada no Centro Histórico, e portanto faz parte do inventário da UNESCO, que declarou a cidade como Patrimônio da Humanidade. da humanidade.
A estrutura de ferro e zinco foi originalmente importada de Hamburgo, na Alemanha, durante o governo do General Eloy Alfaro em 1889. Devido à sua incrível semelhança com o famoso mercado de Las Halles, em Paris, ela foi destinada para o mesmo propósito e se tornou Mercado Santa Clara, localizado em uma pequena praça em frente ao mosteiro do mesmo nome, entre as ruas Benalcázar, Cuenca e Rocafuerte.
A estrutura de ferro é composta por um corpo central que sustenta um domo de espirais, do qual se dividem duas abóbadas arqueadas, formando uma cruz latina cujas paredes são inteiramente revestidas por vidro de alta resistência, o que permite ao local uma grande iluminação sem precisa usar eletricidade durante o dia. Foi meticulosamente restaurada e reforçada pelos especialistas do Fundo de Salvação (FONSAL) do município de Quito antes de ser transferida para seu lugar final, em uma praça de granito preparada especialmente para esse fim.

#### Casa de Sucre

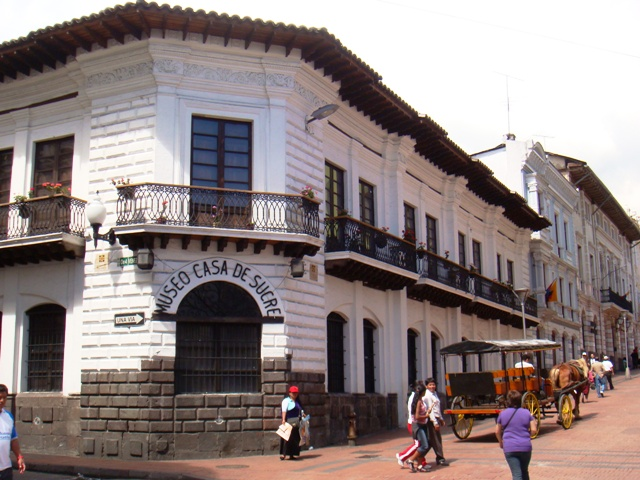
Casa de Sucre.

Originalmente conhecido como Mansão Carcelén ou Casa Azul, o edifício fazia parte de uma única construção que cobria a maior parte do bloco, e que no ano de 1714 pertencia a Sebastián Pérez de Ubillús, que morreu sem herdeiros, deixado-a para seu sobrinho José Carcelen de Guevara e Pérez de Ubillús, V Marquês de Villarocha. Convertida em museu do Ministério da Defesa desde 1972, a chamada Casa de Sucre é uma instituição cultural dedicada à memória de seus ocupantes mais famosos: o marechal venezuelano Antonio José de Sucre, herói da independência latino-americana e sua esposa, a senhora Quito Mariana Carcelén Marquesa de Solanda e Villarocha. No museu se pode encontrar objetos pessoais do casal, móveis originais que foram ocupados nas diferentes salas da mansão, artigos de uso diário, e até mapas e documentos do período da independência..

#### Mansão Landázuri
Projetada pelo arquiteto Italo-Suizo Francisco Durin Cáceres e concluída em 1995. Uma magnífica e imponente construção historicista dos anos 30. Localizado na esquina das ruas Vargas e Caldas, a poucos metros da Basílica da Votação Nacional, esta mansão tem sido a residência da família Landázuri por quatro gerações.

#### Centro Cultural Metropolitano

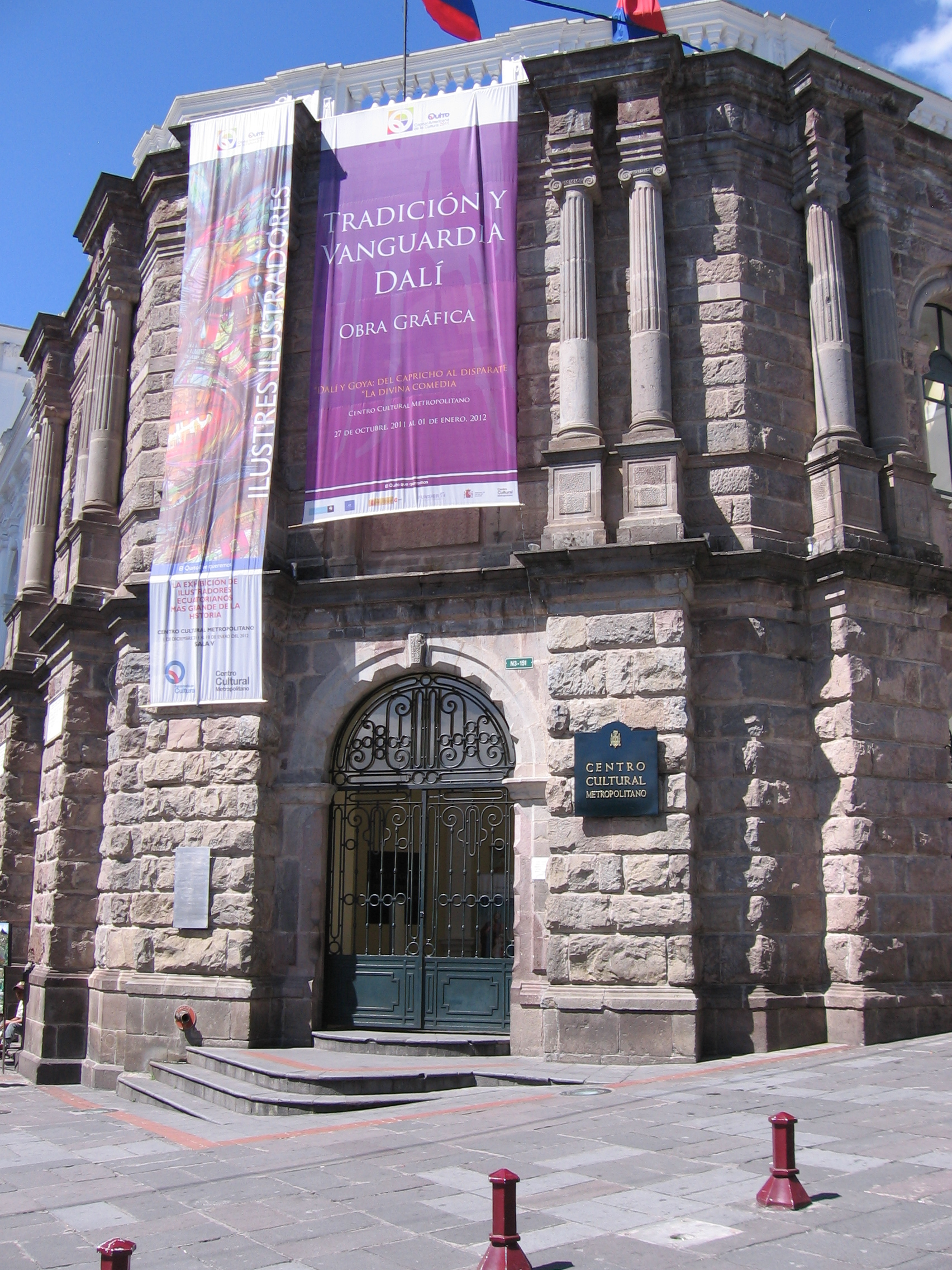
Centro Cultural Metropolitano.

O Centro Cultural Metropolitano é uma das instituições culturais mais importantes da cidade. Atribuído ao Ministério da Cultura do Município de Quito, administra o próprio Centro Cultural Metropolitano, composto pelo Museu Alberto Mena Caamaño e pela Biblioteca Federico González Suárez; o Centro Cultural Itchimbía, dedicado principalmente à realização de exposições temáticas e artísticas; e a Casa das Artes de La Ronda, destinada a exposições de artistas emergentes de trajetória mediana.
O edifício foi a Universidade San Gregorio Magno, dirigida pelos jesuítas entre 1622 e 1767. Tornou-se a Real Universidade Pública Santo Tomás de Aquino, dirigida pela coroa espanhola entre 1767 e 1826. Finalmente, durante a era republicana Foi ocupada pela Universidade Central do Equador, que em 1945 mudou-se para a cidade universitária de Miraflores, e o Congresso Nacional, que conferiu sua atual aparência palaciana após uma reforma exaustiva que ocorreu entre 1914 e 1930. O edifício passa para as mãos do Município de Quito, que a faz sua sede provisória entre 1970 e 1994, após o que se muda para o novo Palácio Municipal, deixando o prédio para fins culturais e museológicos.

#### Museu da Cidade

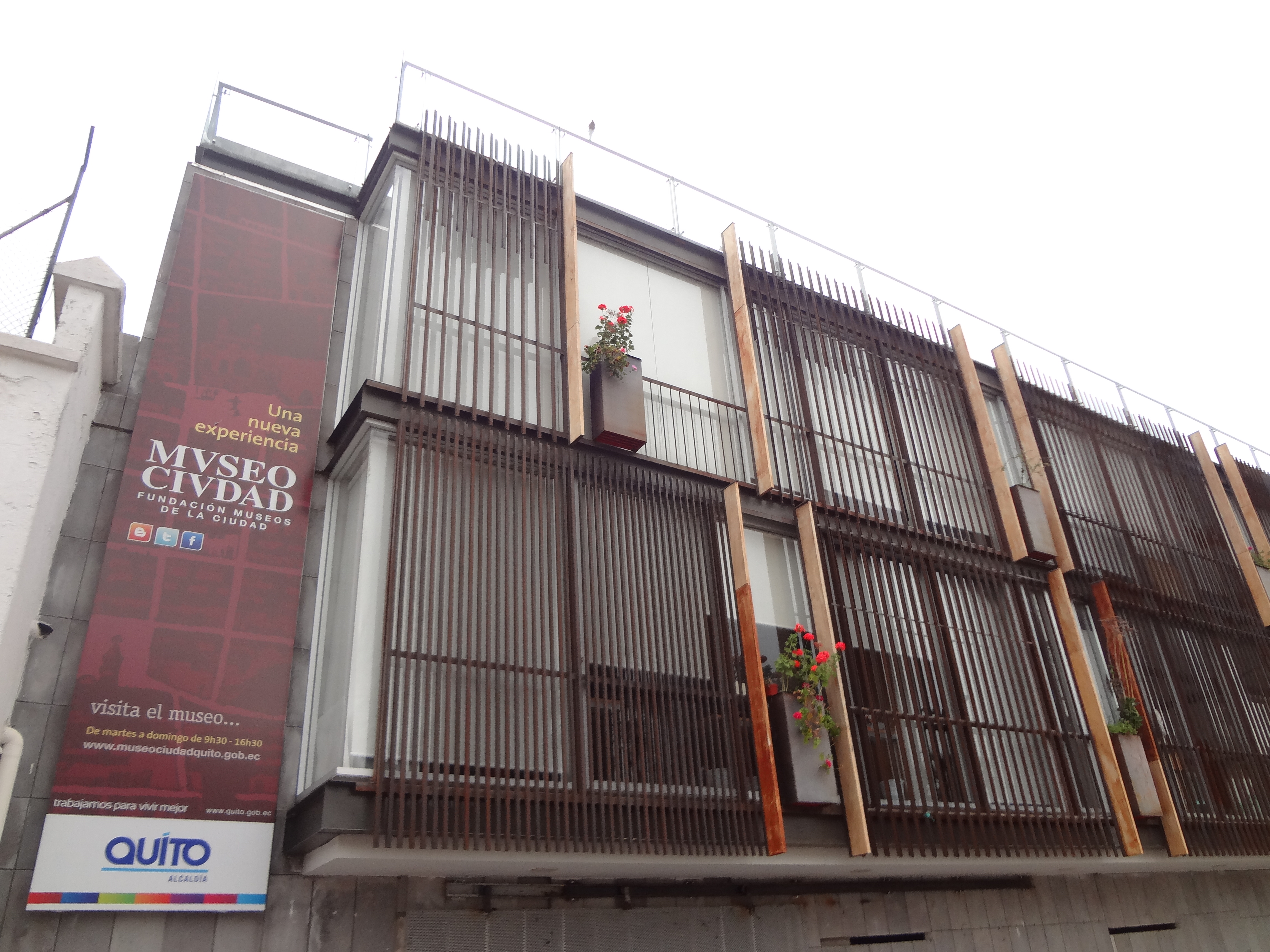
Museu da Cidade.

O Museu da Cidade de Quito abriu suas portas em julho de 1998, em um edifício que estava historicamente ativo desde 1565. No século XVI, o hospital oferece hospedagem para a morte que aguarda os doentes e também para os viajantes. Depois que os irmãos Betlemitas adquiriram o hospital por volta de 1700, acrescentaram um médico, um capelão, uma igreja, uma farmácia, um pomar e duas fontes de água fresca. Uma capela ricamente decorada, com nove altares esplendidamente esculpidos representando a Escola de Quito. Algumas das esculturas da Igreja são da melhor qualidade representada pela Escola de Quito.
O primeiro médico equatoriano, Eugênio de Santa Cruz y Espejo, nasceu no hospital em 1747 e praticou lá. A Faculdade de Medicina e uma sala de aula foram adicionados em 1826. Cientistas franceses vieram dar aulas no hospital em 1872. Os quartos de características científicas francesas e alemãs do século XVIII que estudaram a localização exata da linha do Equador no Andes e a flora e fauna da região, vestida de período, o rígido sistema de aulas, uma cozinha típica e um ambiente onde as mulheres sentavam-se à moda árabe em tapetes e travesseiros para conversar, costurar, bordar ou fumar. A sala do século XIX mostra a influência dos franceses, a luta pela independência da Espanha e cenas da vida cotidiana.

## Ciclopaseo
O Ciclopaseo é um projeto organizado pela organização local Ciclópolis como promoção ao ciclismo urbano, transporte sustentável, e a construção da comunidade na cidade. Uma rota de 30 quilômetros que vai de norte a sul da cidade se fecha ao tráfego rodoviário todos os domingos das 08:00 às 14:00 para dar prioridade a ciclistas e pedestres. O centro histórico de Quito é um dos pontos de encontro mais importantes desta atividade, onde o conserto de bicicletas e a água são fornecidos. ([ligação inativa]).